# Coton de tuléar
A coton de tuléar egy madagaszkári kutyafajta.

## Történet
Kialakulása az 1600-as évekre tehető. Ősei feltehetőleg francia katonák közvetítésével jutottak származási helyére, Madagaszkárra. A szigettel keletről szomszédos, Réuni-szigetén egy hasonló, de napjainkban már kihalt fajta a Chien coton egy időben nagyon népszerű volt. Szülőhazáján kívül gyakorlatilag ismeretlen fajta. 

## Külleme
Marmagassága 25-30 centiméter, tömege 5,5-7 kilogramm. A pincsik fajtacsoportjába tartozik. Neve egészen különleges, hosszú, fehér, gyapjas szőrzetére utal.

## Képgaléria

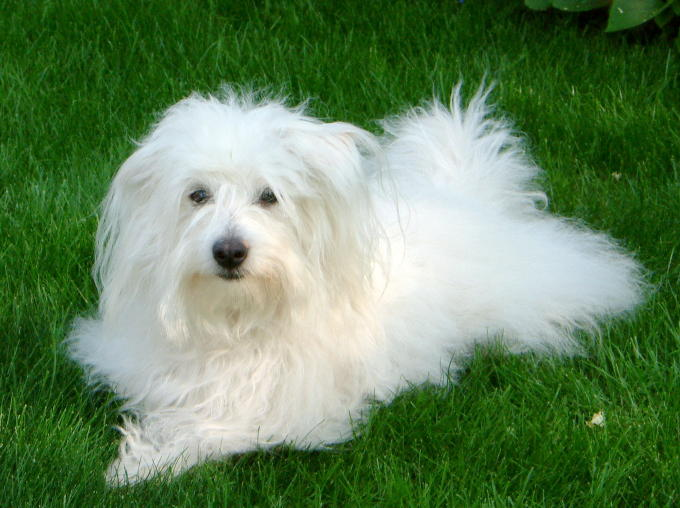
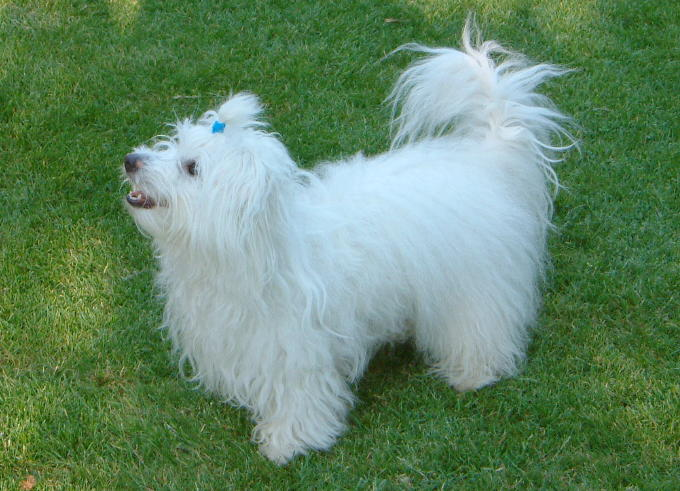
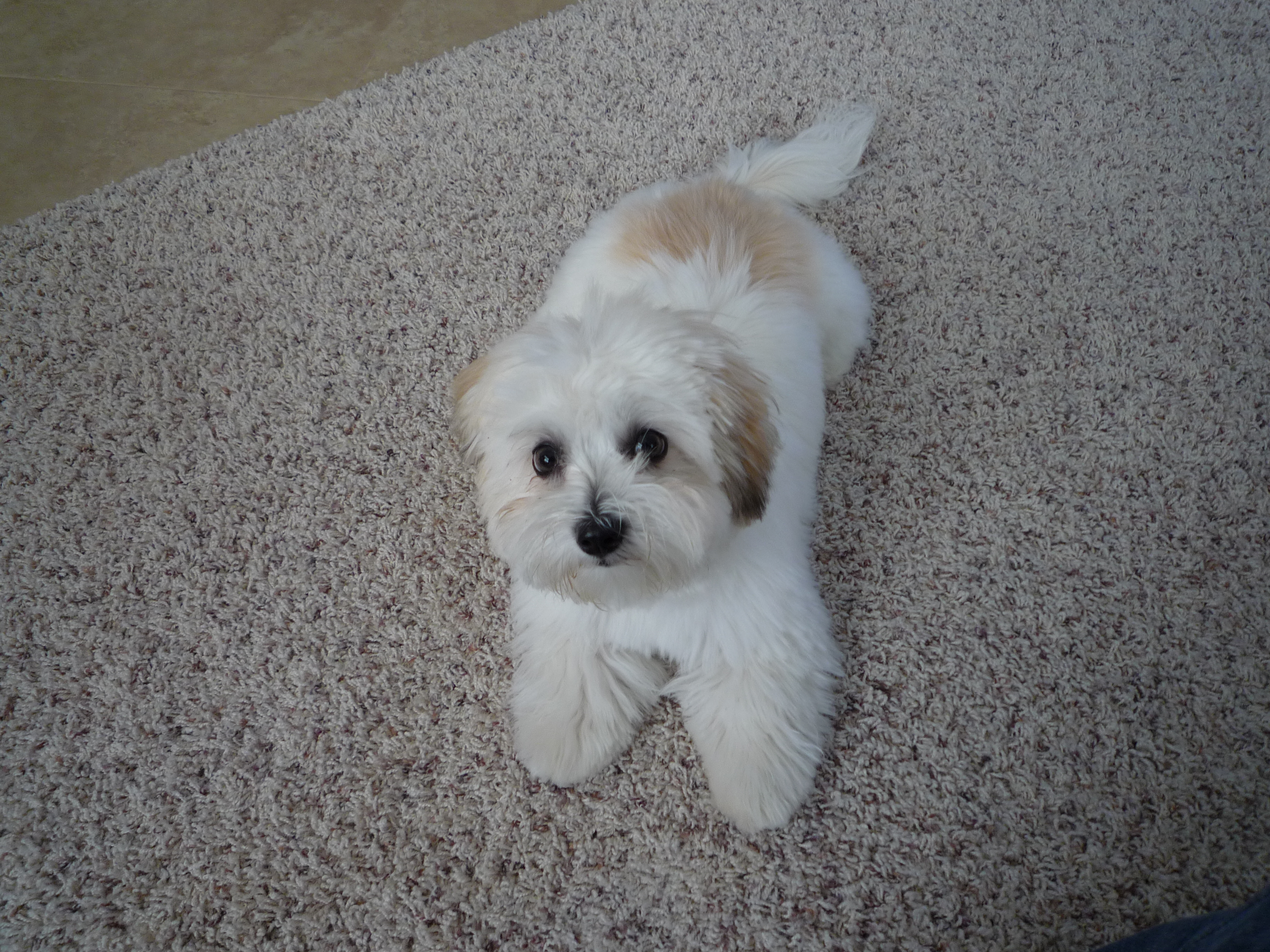
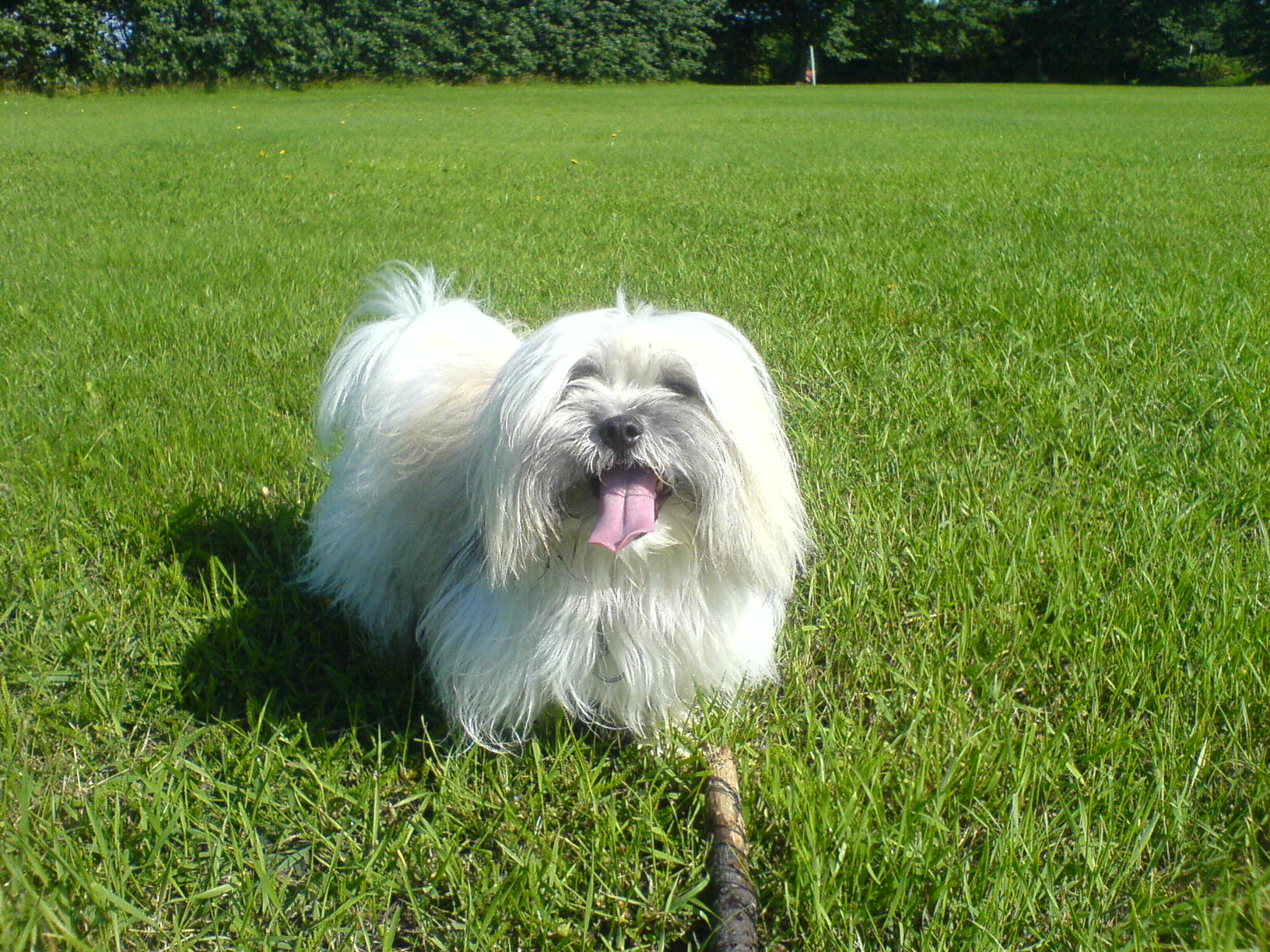
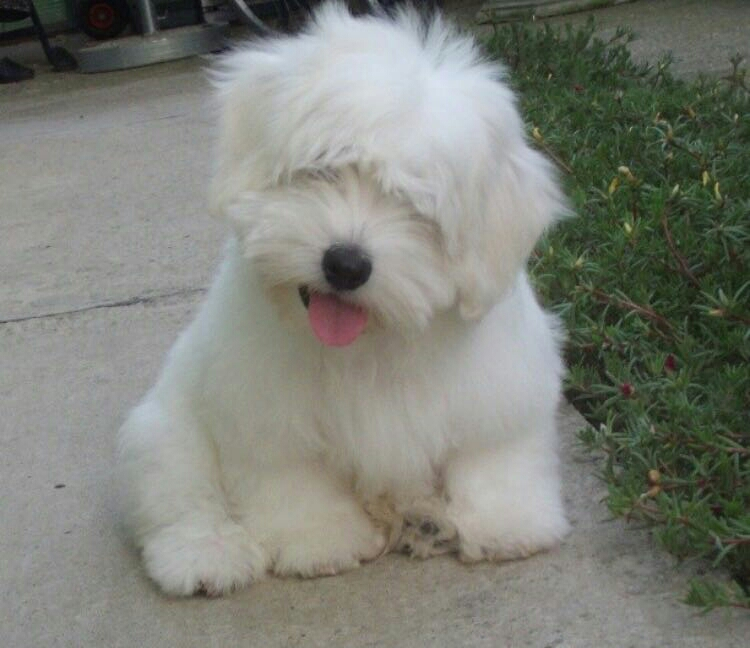

## Jelleme
Természete élénk és engedelmes. 